# El Pejesapo
El Pejesapo, escrita y dirigida por José Luis Sepúlveda y producida por Carolina Adriazola, es una película chilena de 2007, que se caracteriza por la particularidad de su lenguaje cinematográfico donde explora con un bajo presupuesto, posicionando el film dentro de la categoría de cine experimental.
El guion aborda la marginación existente en una sociedad dotada por el neoliberalismo en Chile durante los años 2000. La película está basada en la vida del protagonista bajo circunstancias que lo condicionan a enraizarse en lo que para él se reconoce como familiar, recurriendo las zonas periféricas en las que vivencia su cotidianeidad, zonas donde además se manifiestan a lo largo de la trama otros personajes que las habitan.
La particular narrativa del largometraje mezcla diferentes elementos que distinguen los recursos utilizados para la creación de un nuevo lenguaje poético, creando así nuevas imágenes y sentidos. Esto puede reflejarse, por ejemplo, en el uso manual, análogo y la poca pulcritud de los planos más la peculiaridad del universo sonoro, generando una estética política que carga con una austeridad que oscila entre la violencia gráfica de un universo marginal  y la sinceridad de los recursos cinematográficos.  
La película es considerada la ópera prima del director, quien desarrolla su obra en concordancia a un discurso y compromiso personal con la sociedad, que visibiliza aquellos sectores que retrata en sus obras, manteniendo su labor en territorios periféricos de la capital. 

## Sinopsis
El Pejesapo comienza con Daniel SS, quien es un adulto que habita en la región metropolitana. La primera escena muestra el cuerpo de éste reposado sobre una piedra en el río Maipo, lo cual se traduce a la representación del intento de suicidio del protagonista. Sin embargo, el río parece rechazar a todo aquel que intente arrojar las miserias en su caudal y lo arrastra hasta la orilla impidiendo lograr su objetivo. Es a partir del rechazo, que éste continua su camino por diversos sectores que conforma el margen de la sociedad, buscando el sentido de su existencia. 

## Lo político y el cine
La creación cinematográfica de Sepúlveda se concentra en formas características de un cine social y político, donde, a pesar de abordar la marginalidad de un sector evidentemente precarizados por una organización social estructural, no exhibe la miseria como relato principal, sino más bien, como una manera de abordar lo político en el presente y visibilizar algunos territorios que cargan con conflictos y condiciones propios del margen social. 
La particularidad de la creación de este film de carácter experimental es que este está dirigido -como en la mayoría de la obra artística de Sepúlveda- hacia un público objetivo que al parecer guarda poca o nula relación con el cine, haciendo que se encienda en los/las espectadores la identificación a través del reflejo de personajes y formas poco convencionales y poco detallistas, dando paso a una familiaridad con las imágenes y la forma poco pretensiosa en que estas resultan, representando a un Chile contemporáneo que plasma la vulnerabilidad del abandono estatal. 
"Para eso, tensan la estructura del filme, le tienden trampas, las hacen desviarse de si misma sin avisarnos nunca, utilizando ciertas estrategias relacionadas al registro directo, a la apertura del azar en los rodajes –que se manifiesta tanto en la visualidad, en el subrayado de los “errores” para cuestionar el dispositivo de lo real que se despliega acá en un modo tenso de hacer sentido–."
Es relevante mencionar el territorio de donde es oriundo el director, ya que el rol social ha tomado partido en las diferentes artes, no quedando ajeno a la historia local continental y las influencias que han contribuido a la creación del rubro.
"Nos distanciamos, entonces, de algunos textos escritos durante los años sesenta y setenta en distintos países latinoamericanos (ensayos de directores tales como Glauber Rocha, Octavio Getino o Julio García Espinosa, por nombrar a algunos). Si bien en ellos hay ciertos elementos en común, el contexto es muy distinto. Lo que los une, a grandes rasgos, es el tema que generalmente abre los respectivos debates de estos realizadores militantes e intelectuales de los sesenta. Textos, en general, que comienzan con la división de un cine como objeto de consumo (Getino y Solanas), o de un cine perfecto “como un cine –técnica y artísticamente logrado–, reaccionario” (García Espinosa) versus un cine miserabilísimo (como denomina Glauber Rocha al Cinema Novo, “que describe, poetiza, discursa y analiza los temas del hambre”) o imperfecto (al que “no le interesa más la calidad ni la técnica). Lo mismo se puede hacer en estudio que con una guerrilla en medio de la selva. Al cine imperfecto no le interesa más un gusto determinado y mucho menos el buen gusto” (García Espinosa s/p)."

## Personajes
Conforme avanza el largometraje, Daniel SS transita por diversos lugares que conforman la identidad territorial (RM) en búsqueda de oportunidades para lograr un futuro estable. Los espacios en que se desenvuelve el audiovisual son habitados por personajes que guardan concordancia con los territorios, cargando la película de un valor identitario nacional como decisión política por parte del director.
- Daniel SS: Es un sujeto que arrastra una evidente depresión que lo consume en el auto-sabotaje y cuestionamientos existencialistas que lo conducen a realizar acciones y/o a tener conductas que no aportan a su desarrollo personal, sumergiéndolo en una constante ola de fracasos. Es consumidor de pasta base como una forma de sobrevivir a su sufrimiento, ensimismándose por sus impulsos y perdiendo empatía con el resto de la sociedad. Daniel tiene intereses personales para aferrarse a situaciones que lo benefician, por lo que es característico de él sacar provecho en sus relaciones con el objetivo de recibir algo a cambio.
- La señora Alicia y Melo: Son una pareja de ancianos en una situación de vulnerabilidad social y notoria pobreza. Viven en la precariedad de una zona rural, donde alejados de contacto externo y de la vida de la urbe, se alojan en una casa en estado no-habitable por sus carencias de construcción, reflejando así, la miseria en la que desenvuelven su cotidianeidad, acompañándose el uno a la otra (y viceversa). A pesar de la condición de esta pareja, sobreviven en la tranquilidad. Sin embargo, esto se complicó cuando llega Daniel a invadir el espacio. La pareja de ancianos vive cerca del río donde despertó el protagonista, por lo que este insistentemente se aferra a ellos en suplicio de un espacio para comenzar a habitar su terreno, sin embargo, pese a la ignorancia con la que cargan estas personalidades, con bastante lucidez la señora Alicia insiste en que el joven se vaya. Es relevante el universo que se genera con la aparición de estos personajes, ya que se refleja el abandono hacia personas marginadas, en este caso, adultos mayores de los que incluso para otro marginado es fácil aprovecharse.
- Laura, la mujer del río: No es clara su procedencia en la película. Laura se encuentra a Daniel en medio de una callejón del pueblo más cercano al río. Sus participación es importante debido al simbolismo en la representación de un ente que refleja a todo/a aquel que se encuentre en una circunstancia similar a la de Daniel, donde individuos van en busca de una solución a sus sufridas vidas ignorando u omitiendo el hecho de no tener un objetivo claro en sus vidas. Es interesante el diálogo que se genera entre Laura y Daniel ya que pese a no conocerse, parecen reconocerse y entenderse debido a sus biografías.
- Jessica e hija: Tras el fallido intento de establecerse alejado de su vida anterior, Daniel se dirige al centro de la ciudad en búsqueda de una oportunidad laboral para establecer su vida junto a su esposa e hija, de quienes no se había mención hasta el momento dentro del film. Jessica, su esposa, padece de trastorno mental infantil, lo que dirige la atención al contraste del universo de miseria de Daniel en comparación a un espacio -que él habita- que es ordenado, estable y distinto a la precariedad que se había mostrado hasta entonces. Es el orden y responsabilidad que Jessica tiene sobre su hogar (ubicado en un block de la periferia) y la educación de su hija. Reflejándose el cuidado por el aseo personal y "normalidad" de la familia a pesar de su condición. La esposa de Daniel es consiente de su discapacidad y por sobre los valores básicos de convivencia social (distinción entre lo bueno y lo malo). Sin embargo, es evidente la dependencia al sufrimiento y sumisión ante su esposo, a quien mantiene a cambio de su compañía, a pesar de que este la violenta explícitamente y le dice que solo está con ella para satisfacer sus intereses personales. Es relevante además con la aparición de la familia, la presencia de la hija, quien parece estar muy presente en las obligaciones de la paternidad, pero sin embargo, carece totalmente afecto y compañía para/con la formación y el desarrollo personal de su hija.
- Juanito: Es un adulto y drogadicto, con quien Daniel parece tener una aparente "amistad", sin embargo, es consciente de que debido a él, Juanito termina consumiendo y traficando droga, lo cual confirma el vacío existencial y la poca capacidad de Daniel para relacionarse con el resto desinteresadamente.
- Barbarella: Es una joven travesti, con quien Daniel tiene sus primeras experiencias sexuales donde este es penetrado. Conoció a Barbarella tras ir a visitar un circo de bajo recursos que se instala en la periferia y es particular por ser un circo disidente con entretenimiento creado por personas transexuales y travestis. Daniel se relaciona con ella sabiendo que su esposa lo espera, intentando encontrar la felicidad y/o satisfacción en otra persona, pero manteniéndose al margen de todo compromiso afectivo porque siempre acaba recurriendo a su núcleo familiar.